# The Syncopating Five
The Syncopating Five was een Amerikaanse dansband uit de jaren 1920.

## Bezetting
- Russell Stubbs (piano)
- Herb Hayworth (zang, banjo)
- Fritz Morris (viool, tot 1922)
- Dusty Rhoades (drums, zang)
- Otto Boone (saxofoon)
- Chuck Campbell (trombone, vanaf 1922)
- Ray Stillson (saxofoon, vanaf 1922)
- Red Nichols (viool, trompet, vanaf 1922)

## Geschiedenis
De dansband The Syncopating Five werd geformeerd, toen Claude Collins, een in Tampa wonende pianist in 1920 via een advertentie in het tijdschrift Billboard zocht naar muzikanten voor een band. Met zijn voorliefde voor de bewoners van Indiana nam Collins vijf muzikanten op in zijn formatie, waarvan enkelen al samen hadden gespeeld bij Lake Manitou bij Rochester. Deze waren de pianist Russell Stubbs, de zanger en banjospeler Herb Hayworth, de violist Fritz Morris, de drummer en zanger Dusty Rhoades en de saxofonist Otto Boone. Deze vijf muzikanten verlieten spoedig Claude Collins weer en vormden The Syncopating Five. In de winter van 1920/1921 kregen ze een verbintenis in de danshal Golden Dragon in St. Petersburg en begin 1921 in Ohio en Indiana, waarbij Hayworth als manager van de band werkzaam was.
Nadat eind 1921 een eerste plaat voor reclamedoeleinden was ontstaan bij Gennett Records, speelden ze in de Tokio Dance Hall in South Bend en keerden ze vervolgens terug naar Florida. Na enkele maanden dreigde de band uit elkaar te vallen, maar kregen ze uiteindelijk een verbintenis in Indiana, waar ze einde zomer 1922 in het Casino Gardens in Indianapolis te gast waren. Tegen eind zomer breidde The Syncopating Five zich uit tot septet, toen Fritz Morris de band verliet en de trombonist Chuck Campbell, de saxofonist Ray Stillson (uit Muncie) en de jonge violist en trompettist Red Nichols uit Ogden zich bij de band voegden. 
Samen met Nichols nam de nieuwe Syncopating Seven in november 22 eigen nummers op voor Gennett Records, die ook Nichols eerste opnamen waren, waaronder de Gus Kahn-compositie Toot-Toot-Tootsie. Tijdens deze periode speelden de bandleden in Chicago en waren ze onder de indruk van het spel van Bix Beiderbecke. Na de volgende winter van 1922/1923, toen ze werkten in Florida, volgden ze het Paul Whiteman-orkest naar een verbintenis in het Ambassador Hotel in Atlantic City. Daar traden ze op als Royal Palms Orchestra. Op het einde van de zomer werd het orkest ontbonden. Enkele bandleden vonden daarna werk in Indiana. Red Nichols verhuisde daarna naar New York om te gaan werken met de trombonist Miff Mole.